# Li-Hang le cruel
Pour plus de détails, voir Fiche technique et Distribution.
Li-Hang le cruel est un film français réalisé par Édouard-Émile Violet, sorti en 1920.
Bien qu'ayant d'abord été autorisé, il a ensuite été interdit par le gouvernement français après protestation des autorités chinoises.

## Fiche technique
- Titre français : Li-Hang le cruel
- Titre original : La véridique histoire de Li-Hang le cruel
- Réalisation : Édouard-Émile Violet
- Scénario : Henri Bauche et André de Lorde
- Photographie : Louis Dubois
- Pays de production :  France
- Format : noir et blanc - muet
- Date de sortie : 12 novembre 1920

## Distribution
- Mag Murray : Maud Stevens
- Mary Harald : Li-Niu
- Tsin-Hou : Li-Hang
- John Warriley : Richard Norton
- Julio de Romero : Stevens
- Félix Ford : Jack Wells
- Sio Chin : Tsi-Heul